# Naoki Urasawa
Naoki Urasawa (浦沢直樹?, Urasawa Naoki; Fuchū, 2 gennaio 1960) è un fumettista e musicista giapponese.
Poco prima di laurearsi all'Università Meisei in economia, nel 1982 vince il concorso Shogakukan New Comic Artist.
Ha fatto il suo debutto professionale con il manga Beta!! nel 1983.
Tra le sue opere maggiori vanno senza dubbio ricordate Yawara!, le raccolte umoristiche Dancing Policeman e NASA - Nippon Amateur Space Association, la lunghissima serie Master Keaton, su testi di Hokusei Katsushika, Monster ed il più recente 20th Century Boys. Dal 2003 al 2009 lavora a Pluto, manga ambientato nell'universo tezukiano di Astro Boy. Nel 2008, dopo la conclusione di 21st Century boys, inizia un nuovo manga, Billy Bat, ambientato in Giappone nel periodo immediatamente successivo alla seconda guerra mondiale, anni nei quali è ambientato anche Asadora!, serializzato su Big Comic Spirits a partire da ottobre 2018.
Urasawa è un autore che predilige le trame complesse, ricche di colpi di scena, in cui spicca più la psicologia dei personaggi che non l'azione pura e semplice.
Quattro delle sue opere sono state trasposte in anime: Yawara! - Jenny la ragazza del judo, Master Keaton, Monster e Pluto. Happy! è invece diventato un telefilm, mentre da 20th Century Boys a partire dal 2008 è stata tratta una serie di tre film, il cui capitolo finale è uscito il 29 agosto 2009.

## Biografia

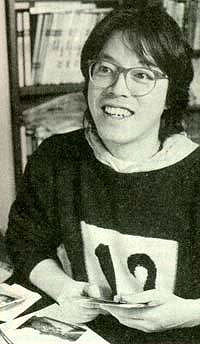
Urasawa da giovane

Naoki Urasawa, sin da bambino, dimostra di avere una gran passione per i disegni, in particolare per le storie di Osamu Tezuka, tanto che tentava pure di ricopiare alcune tavole tratte dai manga dello stesso autore giapponese. E infatti i disegni iniziali di Urasawa erano assai ispirati allo stile di Tezuka, anche se poi il suo tratto andrà pian piano a distinguersi. Sebbene fosse abbastanza talentuoso nel disegno, non intraprese la carriera di mangaka, o comunque di artista, preferendo seguire un corso di Economia all'università.

### L'inizio della carriera da mangaka
Sebbene avesse deciso di perseguire una carriera lontana dall'arte, Urasawa divenne ben presto un disegnatore, poiché, mostrando qualche tavola allo Shogakukan, aveva suscitato le attenzioni degli editori. Per cui Urasawa si ritroverà a lavorare come mangaka. Come ci testimonia il volume Urasawa - Gli esordi, una delle prime serializzazioni di Urasawa fu Beta!!, lontana però dallo stile che assumerà in seguito lo stesso Urasawa. I primi successi arrivarono con serie quali Il poliziotto canterino e Yawara! - Jenny la ragazza del judo, primo manga spokon realizzato da Urasawa, senza scordare la collaborazione con Kazuya Kudo per la realizzazione di Pineapple Army, manga sulla guerra e sul post-guerra del Vietnam ed interrotto dopo 8 volumi. Tutte queste serie furono realizzate nella seconda metà degli anni '80, ma nessuna di esse, salvo Yawara, riscosse successo. Nel 1988, Urasawa intraprende una collaborazione con Hokusei Katsushira per la realizzazione di Master Keaton, manga che continua ad essere pubblicato fino al 1994. Per quest'ultima collaborazione e per quella di Pineapple Army, ad Urasawa era stato affidato il disegno, fatto che garantì l'evolversi del suo tratto distintivo che lo avrebbe poi reso celebre come mangaka. Nel 1988, Urasawa riuscirà a serializzare una storia propria, NASA, ma sempre con poco successo.

### 1993 e 1994:Happy!eMonster
Verso gli ultimi anni della produzione di Master Keaton con Katsushira, Urasawa inizierà la serializzazione di due grandi serie di successo: Happy!, iniziata nel 1993, e Monster, dell'anno successivo. Soprattutto grazie a quest'ultima opera, la fama di Urasawa crebbe notevolmente. La prima opera, uno spokon seinen, nasce sulla scia di Yawara, il primo spokon di Urasawa, con il tentativo di migliorare sia lo stile sia la trama, rendendo la storia più matura rispetto a quanto visto precedentemente, questa volta incentrato sul tennis. La serie dura sino al 1999, mentre nel 1994 inizia Monster, una delle serie di maggior successo del mangaka giapponese. Infatti è proprio questo manga a segnare la completa evoluzione di Urasawa, che ha finalmente trovato un proprio tratto ed è diventato in grado di comporre opere particolarmente profonde, anche a livello di trama. Proprio grazie al successo del manga, da Monster venne tratta una serie anime di 74 episodi, edita dallo studio di animazione Madhouse. Nel 1994 inoltre venne realizzato il manga Jigoro!, che però non segue l'onda di successo dei due lavori di Urasawa sul tennis e sulla chirurgia, sebbene si tratti di un sequel di Yawara!.

### 1999-2006:20th Century Boys
Nel 1999, due anni prima del termine di Monster, Urasawa inizia a realizzare un'altra serie manga. Il nuovo seinen prende il nome di 20th Century Boys e ben presto riesce ad ottenere un successo pari a quello di Monster. Questo manga segna nuovamente la carriera di Urasawa, tanto che tale seinen resta finora la serie del mangaka con più tankobon realizzati (ventidue). Dal nuovo manga di Urasawa venne tratta una trilogia di film, il primo dei quali fu realizzato nel 2008, mentre gli altri due lo seguirono l'anno seguente. Inoltre, subito dopo la fine della nuova storia, nel 2006 il mangaka pubblica il sequel, 21st Century Boys, composto di soli due tankobon.

### 2003-2009:Pluto

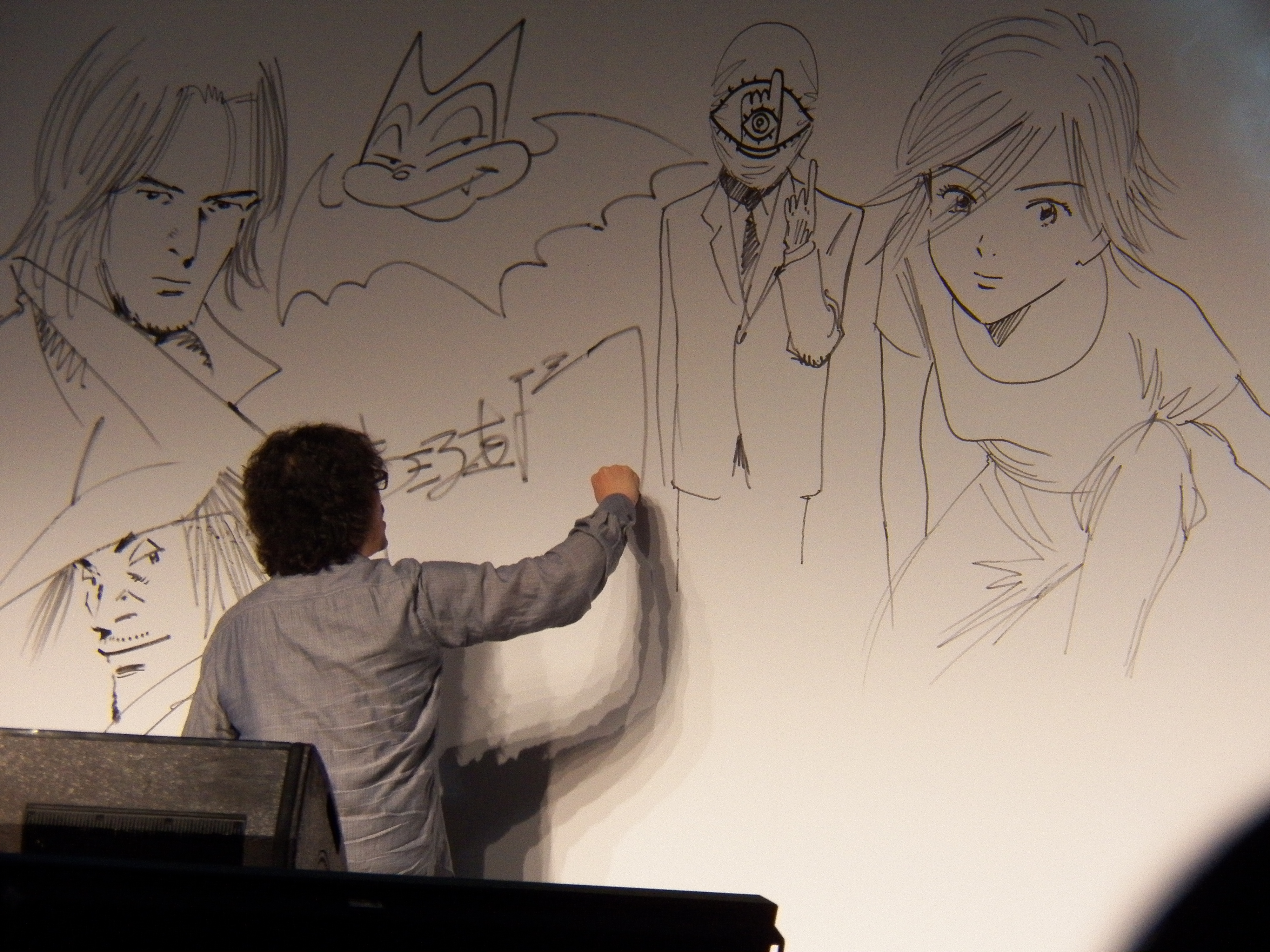
Naoki Urasawa disegna durante l'Expo 2012

Come detto in precedenza, il più grande riferimento in assoluto per Urasawa è da sempre l'opera di Osamu Tezuka, ed è proprio da una storia di Astro Boy, celebre personaggio del "padrino dei manga", che Urasawa prende ispirazione per la realizzazione di un nuovo manga: Pluto. Questa serie, infatti, è da considerarsi una vera e propria rivisitazione di una storia di Tetsuwan Atom, il nome originale di Astro Boy: la storia in questione è Il più grande robot del mondo. La serie di Pluto tardò ad essere terminata, nonostante la brevità dell'opera, dato che è composta da 8 tankobon.

### 2008-2016:Billy Bat
Nel 2008, un anno prima della fine di "Pluto", Urasawa iniziò a comporre un nuovo seinen, Billy Bat. L'opera, che percorre gli anni dal secondo dopoguerra giapponese fino all'imminente futuro, è stata accolta molto positivamente dalla critica. La trama è incentrata sul disegnatore Kevin Yamagata, giapponese naturalizzato americano, e i suoi molteplici incontri con il pipistrello animato che dà il nome alla serie, dietro le cui apparenze si cela un potere sconfinato.

## Musica

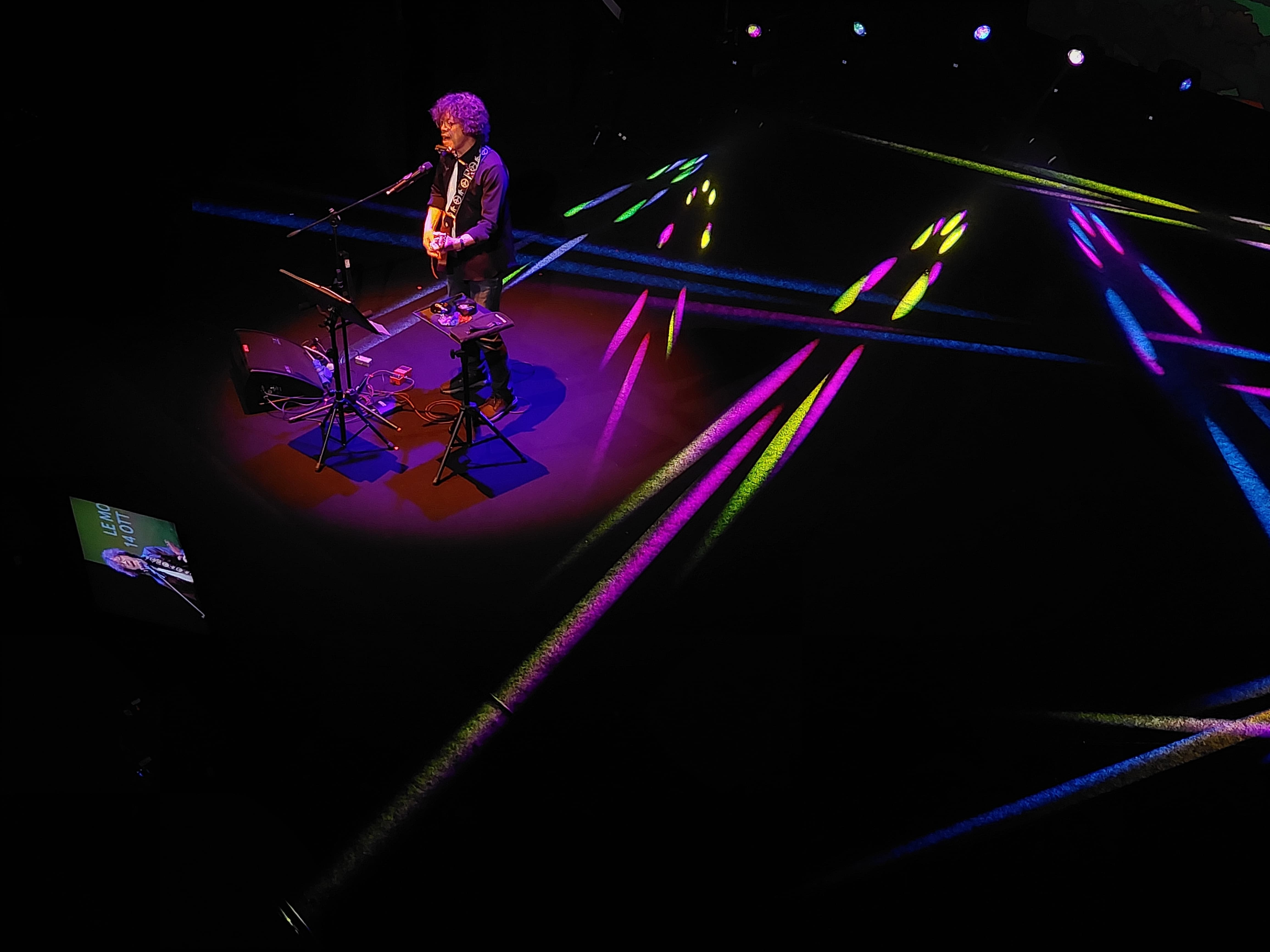
Urasawa che suona al Lucca Comics 2023

Urasawa è inoltre cantante e chitarrista di una rock band. Sotto il nome d'arte Bob Lennon, ha scritto ed eseguito il brano Kenji no Uta ("Canzone di Kenji"), presente in un CD incluso nella prima edizione dell'undicesimo volume di 20th Century Boys. Ha pubblicato il suo singolo di debutto Tsuki ga Tottemo... il 4 giugno 2008 e il suo album di debutto Half Century Man nel 2009. Nel 2012 ha eseguito una cover in giapponese di Girl from the North Country di Bob Dylan.

## Opere
| Titolo | Data di pubblicazione | Volumi |
| --- | --------------------- | ------ |
| Beta!! (BETA!?) | 1983                  | 1      |
| Pineapple Army (パイナップルARMY, Painappuru ARMY?)                                                                | 1985-1988             | 8      |
| Yawara! - Jenny la ragazza del judo (YAWARA! (ヤワラ!), Yawara !?)                                                 | 1986-1993             | 29     |
| Dancing Policemen (踊る警官, Odoru keikan?)                                                                        | 1987                  | 1      |
| NASA (N・A・S・A?)                                                                                                 | 1988                  | 1      |
| Master Keaton (Master キートン, Masutā Kīton?)                                                                     | 1988-1994             | 18     |
| Happy! (Happy! (ハッピー!), Happī !?)                                                                              | 1993-1999             | 23     |
| Jigoro! (JIGORO!?)                                                                                                 | 1994                  | 1      |
| Monster (MONSTER (モンスター), Monsutā?)                                                                           | 1994-2001             | 18     |
| 20th Century Boys (20世紀少年, 20 Nijū seiki shōnen?)                                                              | 1999-2006             | 22     |
| Naoki Urasawa – Gli esordi (初期のUrasawa, Shoki no Urasawa?)                                                      | 2000                  | 1      |
| 20th Century Boys CO-STAR (20世紀少年 の脇役 ウジコウジオ作品集, 20 seiki shōnen no wakiyaku ujikōjio sakuhinshū?) | 2000                  | 1      |
| Pluto (PLUTO (プルートウ), Purūtō?)                                                                                | 2003-2009             | 8      |
| 21st Century Boys (21世紀少年, 21 Nijūichi seiki shōnen?)                                                          | 2006-2007             | 2      |
| Billy Bat (BILLY BAT (ビリーバット), Birī Batto?)                                                                  | 2008-2016             | 20     |
| Master Keaton Remaster (MASTERキートン Reマスター, Masutā Kīton Re masutā?)                                        | 2012-2014             | 1      |
| Mujirushi: The Sign of Dreams (夢印-MUJIRUSHI-, Yume shirushi - MUJIRUSHI - ?)                                     | 2017-2018             | 2      |
| Asadora! (連続漫画小説 あさドラ!, Renzoku manga shōsetsu Asadora !?)                                               | 2018-in corso         | 9      |
| Kushami - Naoki Urasawa Short Stories (くしゃみ 浦沢直樹短編集, Kushami Urasawa Naoki tan henshū?)                 | 2019                  | 1      |

### Volumi di illustrazioni e opere varie
| Titolo | Data di pubblicazione | Volumi |
| --- | --------------------- | ------ |
| Master Keaton Animal Journal (キートン動物記―MASTERキートン, Kīton dōbutsuki ― MASTER kīton?) | 1995                  | 1      |
| Keaton Master's Book (キートン・マスターズ・ブック, Kīton Masutāzu bukku?) | 1999                  | 1      |
| Another Monster (もうひとつのMONSTER, Mō hitotsu no MONSTER?) | 2002                  | 1      |
| Talkin' About Bob Dylan (ディランを語ろう, Diran o Katarō?) | 2007                  | 1      |
| Manben - L'artbook di Naoki Urasawa (漫勉?) | 2008                  | 1      |
| 20th Century Boys Movie Official Guidebook (映画[20世紀少年] オフィシャル・ガイドブック, Eiga [20 seiki shōnen] ofisharu gaidobukku?)                                                                 | 2008-2009             | 3      |
| The Monster Who Didn't Have A Name (MONSTER完全版 別巻 なまえのないかいぶつ, MONSTER kanzenban bekkanna ma e no nai kaibutsu?)                                                                        | 2008                  | 1      |
| Disegnare, disegnare a più non posso – Naoki Urasawa Official Guide Book (浦沢直樹 描いて描いて描きまくる(原画集・イラストブック), Urasawa Naoki egaite egaite egakimakuru (gengashū irasuto bukku)?) | 2016                  | 1      |

## Premi
- 1981 Return
- 1982 New Manga Artist Award of Shogakukan
- 1990 (35°) Premio Shōgakukan per i manga (Yawara! - Jenny la ragazza del judo)
- 1997 (1°) Japan Media Arts Festival, Excellence Prize (Monster)
- 1999 (3°) Premio culturale Osamu Tezuka, Grand Prize (Monster)
- 2001 (46°) Premio Shōgakukan per i manga (Monster)
- 2001 Premio Kodansha per i manga (20th Century Boys)
- 2002 (6°) Japan Media Arts Festival, Excellence Prize (20th Century Boys)
- 2003 Premio Shōgakukan per i manga (20th Century Boys)
- 2004 Festival international de la bande dessinée d'Angoulême Prize for a Series (20th Century Boys)
- 2005 (9°) Premio culturale Osamu Tezuka, Grand Prize (Pluto)